# Rada států Baltského moře

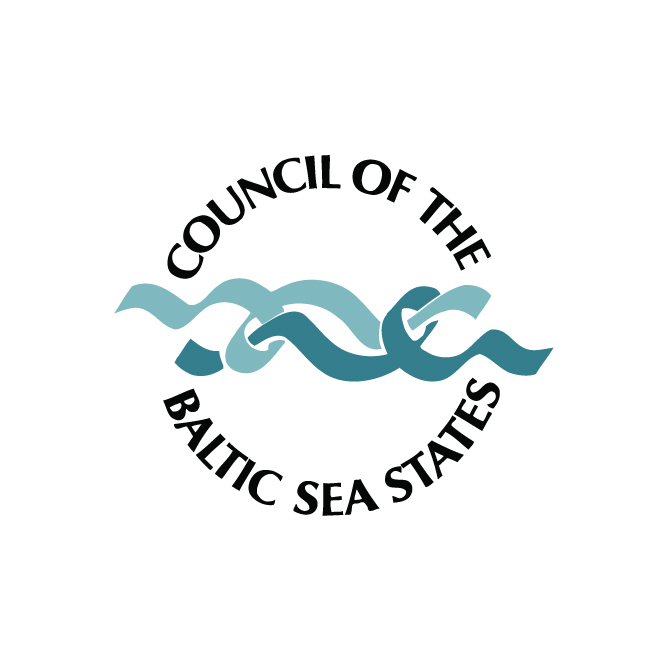
Logo CBSS

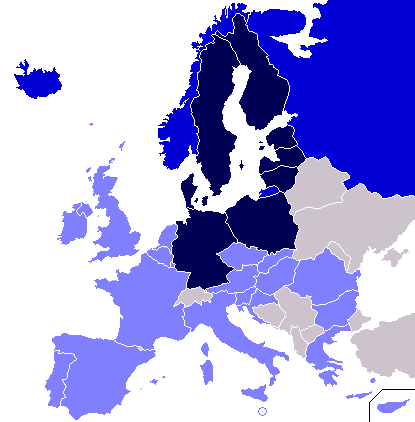
Členské státy

Rada států Baltského moře nebo jen CBSS (z anglického Council of the Baltic Sea States) je politická organizace pro mezinárodní spolupráci v oblasti Baltského moře. CBSS byla založena roku 1992 za účelem koordinace rozvoje ekonomiky, občanské společnosti, problematiky lidských práv a nukleární bezpečnosti v regionu.

## Vznik a vývoj
CBSS byla založena roku 1992 ministry zahraničí baltských států v Kodani jako reakce na geopolitické změny v regionu po skončení Studené války. Od svého založení CBSS přispívala k pozitivnímu vývoji baltského regionu jako celku a sloužila jako významný nástroj multilaterální spolupráce.
Roku 1998 vznikl stálý sekretariát CBSS ve Stockholmu, financovaný společně členskými státy.
Nejvyšším orgánem CBSS je zasedání ministrů zahraničí pořádaná jednou za dva roky.

### Členské státy
CBSS má 12 členů:
- Dánsko
- Estonsko
- Finsko
- Island (od 1995)
- Litva
- Lotyšsko
- Německo
- Norsko
- Polsko
- Rusko
- Švédsko
- Evropská komise

### Pozorovatelé
Dalších 7 států má status pozorovatele:
- Francie
- Itálie
- Nizozemsko
- Slovensko
- Ukrajina
- USA
- Velká Británie

### Předsednictví
Předsednictví CBSS postupně přechází mezi jednotlivými členskými státy. Každé předsednictví trvá po dobu jednoho roku, od 1. července do 30. června.
- Litva 2020-2021
- Dánsko 2019-2020
- Lotyšsko 2018-2019
- Švédsko 2017-2018
- Island 2016-2017
- Polsko 2015-2016
- Estonsko 2014-2015
- Finsko 2013-2014
- Rusko 2012-2013
- Německo 2011-2012
- Norsko 2010-2011
- Litva 2009-2010
- Dánsko 2008-2009
- Lotyšsko 2007-2008
- Švédsko 2006-2007
- Island 2005-2006
- Polsko 2004-2005
- Estonsko 2003-2004
- Finsko 2002-2003
- Rusko 2001-2002
- Německo 2000-2001
- Norsko 1999-2000
- Litva 1998-1999
- Dánsko 1997-1998
- Lotyšsko 1996-1997
- Švédsko 1995-1996
- Polsko 1994-1995
- Estonsko 1993-1994
- Finsko 1992-1993

## Organizační struktura

### Zasedání ministrů
Pravidelně jednou za dva roky je pořádáno zasedání ministrů členských států, které je nejvyšším orgánem CBSS.

### Výbor představitelů
V obdobích mezi konferencemi ministrů zahraničí je hlavním vyjednávacím a rozhodovacím orgánem Výbor představitelů (The Committee of Senior Officials, CSO). Ten sestává z vysokých zástupců ministerstev zahraničních věcí všech 12 členských států včetně Evropské komise. Výbor představitelů dohlíží, koordinuje a napomáhá činnosti ostatních orgánů CBSS.
V předsednictví výboru se zástupci jednotlivých států každoročně postupně střídají. Předsedou výboru je obvykle zástupce na úrovni vyslance, jmenovaný ministrem zahraničí předsedajícího členského státu.
Mnoho orgánů CBSS funguje pod záštitou CSO. CSO dohlíží na expertní skupinu nukleární a radiační bezpečnosti a operační skupinu proti obchodu s lidskými bytostmi a koordinuje činnost v pěti dlouhodobých prioritách CBSS, včetně expertní skupiny pro spolupráci při ochraně ohrožených dětí, expertní skupiny pro záležitostí mládeže, projektu EuroFakulty ve Pskovu a v dohledné době i expertní skupiny námořní politiky a případně dalších činností.

### Expertní skupiny
- Expertní skupina pro nukleární a radiační bezpečnost (Expert Group on Nuclear and Radiation Safety)
- Expertní skupina pro námořní politiku (Expert Group on Maritime Policy)
- Expertní skupina pro udržitelný rozvoj (Expert Group on Sustainable Development – Baltic 21)
- Expertní skupina pro celní spolupráci a záležitosti překračování hranic (Experts Group on Customs Cooperation and Border Crossing Aspects)
- Expertní skupina pro záležitosti mládeže (Expert Group on Youth Affairs)
- Expertní skupina pro spolupráci při ochraně ohrožených dětí (Expert Group for Cooperation on Children at Risk)
- Operační skupina proti obchodu s lidskými bytostmi (The Task Force against Trafficking in Human Beings)

### Sekretariát
Stálý mezinárodní sekretariát CBSS vznikl na základě rozhodnutí ze 7. zasedání ministrů v dánském Nyborgu roku 1998. 20. října 1998 byl sekretariát slavnostně otevřen na ostrově Strömsborg ve Stockholmu.
Sekretariát má následující poslání:
- poskytovat technický a organizační podporu předsedovi CBSS a orgánům a pracovním týmům rady,
- zajišťovat kontinuitu a lepší spolupráci při činnostech CBSS,
- uskutečňovat informační a komunikační politiku CBSS,
- spravovat archivy a databáze CBSS,
- udržovat kontakty s dalšími organizacemi v oblasti Baltského moře a okolí, s úřady členských států a s médii.

### Zrušené orgány
V letech 1992-2009 existovala Pracovní skupina pro demokratické instituce, v letech 1995-2003 byla navíc doplněna pověřencem pro demokratizaci.
Na některých univerzitách členských států fungovaly EuroFakulty: v Tartu, Rize a Vilniusu mezi lety 1993-2005, v Kaliningradu mezi 2000-2007. Ve Pskovu je EuroFakulta od roku 2009 stále v provozu.

### Strategičtí partneři
- B7 Baltic Seven Islands
- BASTUN
- BCCA
- Baltic Development Forum
- Baltic Sea Forum
- BSPC
- BSSSC
- BUP
- Business Advisory Council
- CPMR
- HELCOM
- NGO Forum
- OECD
- ScanBalt
- UBC
- VASAB